# Kiichi Miyazawa
Kiichi Miyazawa (jap. 宮澤 喜一 Miyazawa Kiichi; ur. 8 października 1919 w Fukuyamie w prefekturze Hiroszima, zm. 28 czerwca 2007 w Tokio) – polityk japoński, premier Japonii w latach 1991-1993.

## Życiorys
Od 1953 r. był wieloletnim deputowanym z ramienia Partii Liberalno-Demokratycznej i jej przewodniczącym w latach 1991–1993. W tym samym czasie także premierem Japonii. W latach 1970–1971 był ministrem handlu międzynarodowego i przemysłu. W latach 1974–1976 był ministrem spraw zagranicznych, a w okresie od 1977 do 1978 – dyrektorem generalnym agencji planowania gospodarczego. W okresie 1984–1986 był szefem sekretariatu gabinetu, a w latach 1986–1987 ministrem finansów. W roku 1987 został wicepremierem. W związku z aferą dotyczącą spekulacyjnego obrotu akcjami – w 1988 r. – zrezygnował ze stanowiska.